# Sedlec (Kutná Hora)
Sedlec är en stadsdel i Kutná Hora i Tjeckien. Den är belägen i regionen Mellersta Böhmen, i den centrala delen av landet, 60 km öster om huvudstaden Prag. Sedlec ligger 232 meter över havet och antalet invånare är 1 098.
Orten är känd för sitt ossarium – Benhuset i Sedlec.